# Lamazère
Lamazère ist eine französische Gemeinde mit 130 Einwohnern (Stand 1. Januar 2022) im Département Gers in der Region Okzitanien; sie gehört zum Arrondissement Mirande und zum Kanton Mirande-Astarac.

## Geografie
Die Gemeinde Lamazère liegt an der Petite Baïse, sieben Kilometer nordöstlich von Mirande.

## Bevölkerungsentwicklung
| Jahr                       | 1962 | 1968 | 1975 | 1982 | 1990 | 1999 | 2011 | 2020 |
| Einwohner                  | 131  | 135  | 108  | 109  | 113  | 130  | 135  | 123  |
| Quellen: Cassini und INSEE |      |      |      |      |      |      |      |      |

## Sehenswürdigkeiten
- Kirche Saint-Blaise
- Hügel als Überrest der ehemaligen feudalen Motte

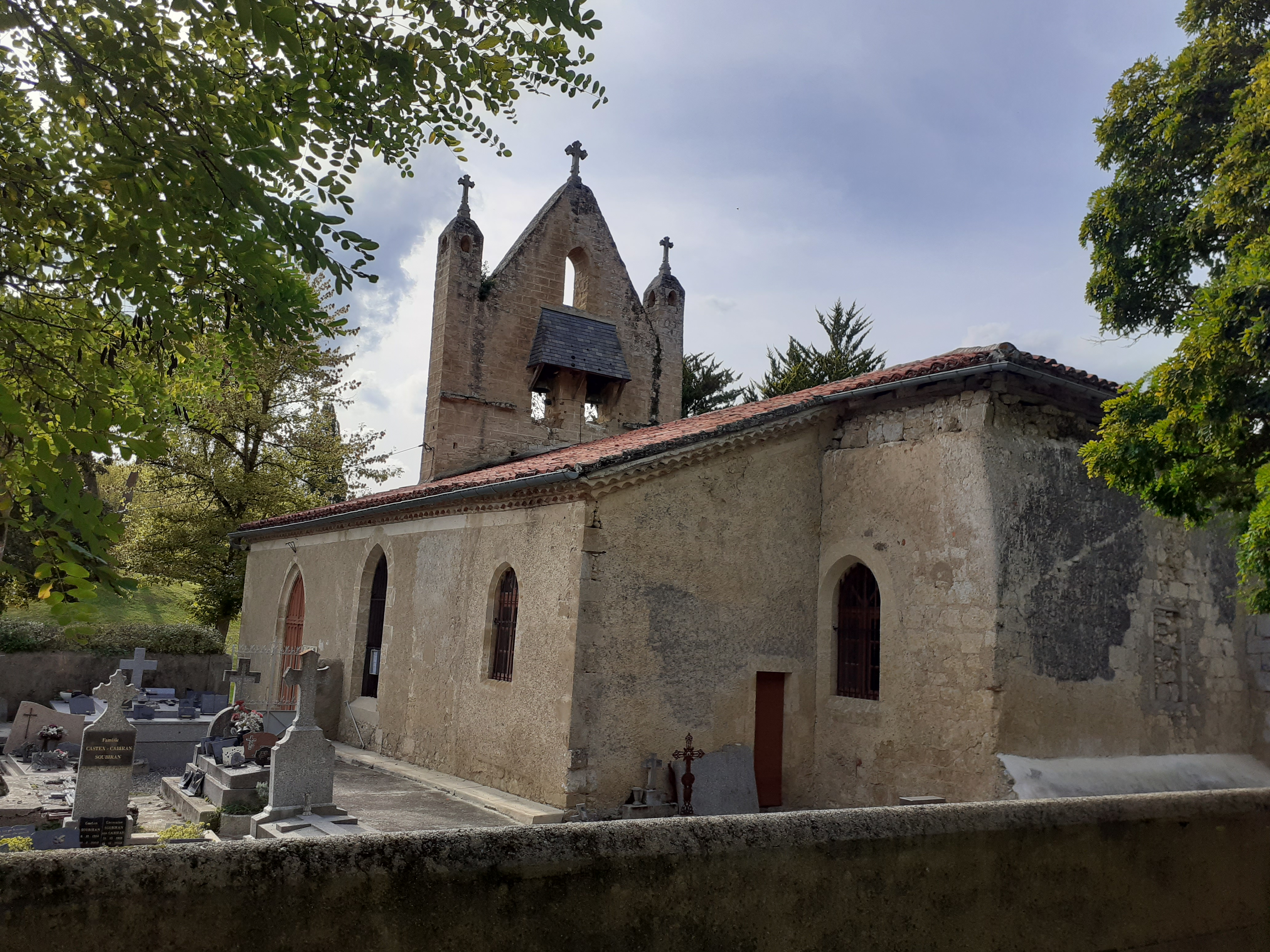
Kirche Saint-Blaise
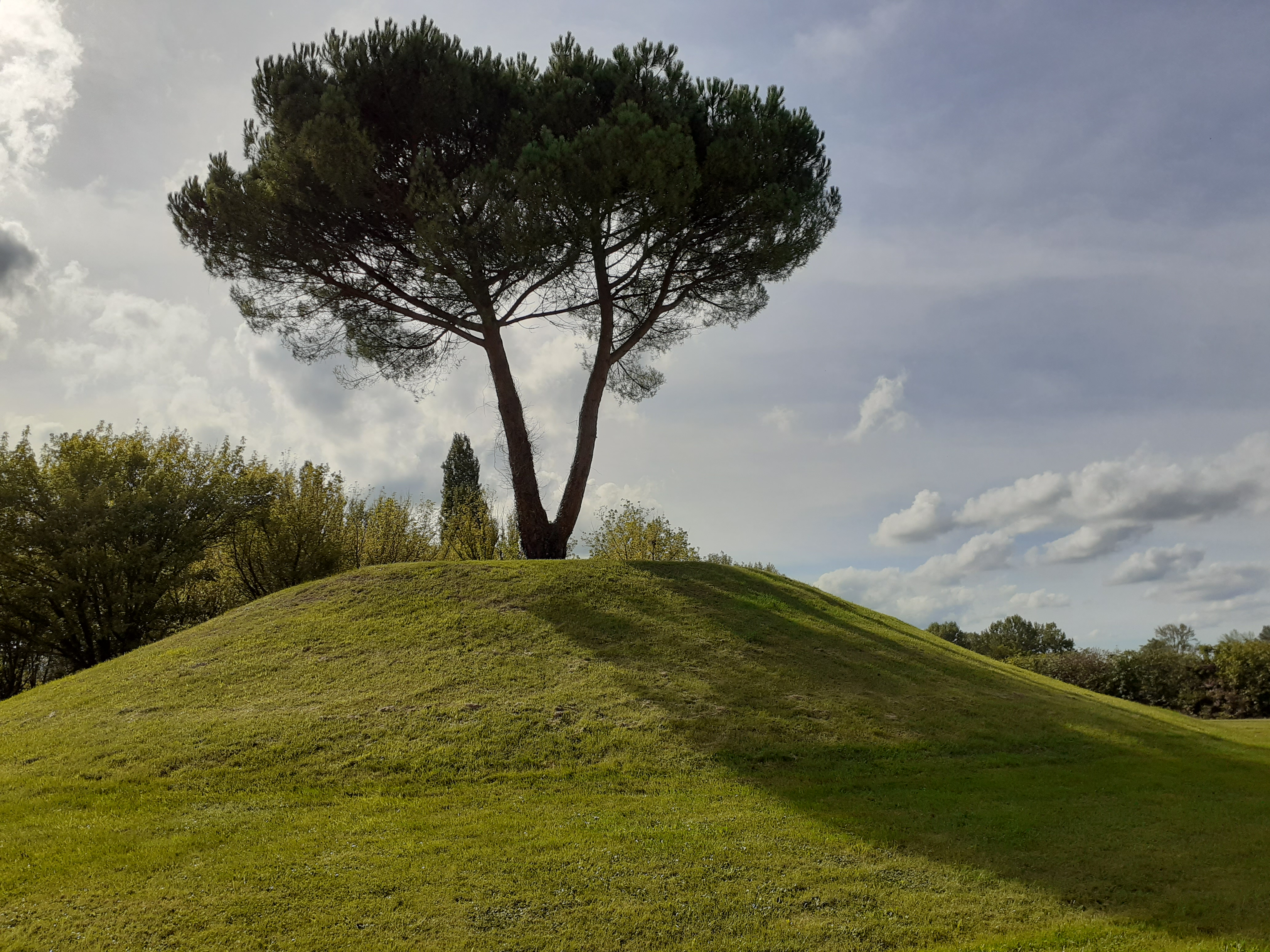
Standort der ehemaligen Motte